# جایزه بزرگ چین ۲۰۱۵
جایزه بزرگ چین ۲۰۱۵ (انگلیسی: ‎2015 Chinese Grand Prix‎) یک مسابقهٔ موتوری در رشتهٔ اتومبیل‌رانی فرمول یک بود که در تاریخ ۱۲ آوریل ۲۰۱۵ در پیست بین‌المللی شانگهای واقع در شانگهای، چین برگزار شد. این گراند پری در میان ۱۹ گراند پری در فصل ۲۰۱۵، مسابقهٔ شمارهٔ ۳ بود.
در این مسابقه که در ۵۶ دور و به مسافت ۳۰۵٫۰۶۶ کیلومتر (۱۸۹٫۵۵۹ مایل) برگزار شد، پول پوزیشن توسط لوئیز همیلتون کسب شد و سریع‌ترین زمان برای طی یک دور پیست که برابر با ۱:۴۲٫۲۰۸ بود نیز توسط لوئیز همیلتون به ثبت رسید.
لوئیز همیلتون از تیم مرسدس، نیکو رزبرگ از تیم مرسدس و سباستیان فتل از تیم فراری به‌ترتیب مقام‌های اول تا سوم مسابقه را کسب کردند.

## رده‌بندی قهرمانی پس از مسابقه
|       | جایگاه | راننده        | امتیاز |
| ----- | ------ | ------------- | ------ |
|       | ۱      | لوئیز همیلتون | ۶۸     |
|       | ۲      | سباستیان فتل  | ۵۵     |
|       | ۳      | نیکو رزبرگ    | ۵۱     |
|       | ۴      | فلیپه ماسا    | ۳۰     |
|       | ۵      | کیمی رایکونن  | ۲۴     |
| منبع: |        |               |        |

|       | جایگاه | سازنده            | امتیاز |
| ----- | ------ | ----------------- | ------ |
|       | ۱      | مرسدس             | ۱۱۹    |
|       | ۲      | فراری             | ۷۹     |
|       | ۳      | ویلیامز-مرسدس     | ۴۸     |
|       | ۴      | سائوبر-فراری      | ۱۹     |
| ۱     | ۵      | رد بول ریسینگ-رنو | ۱۳     |
| منبع: |        |                   |        |

یادداشت
- تنها پنج جایگاه نخست از هر رده‌بندی نمایش داده شده‌است.